# Kathedrale von Jaca

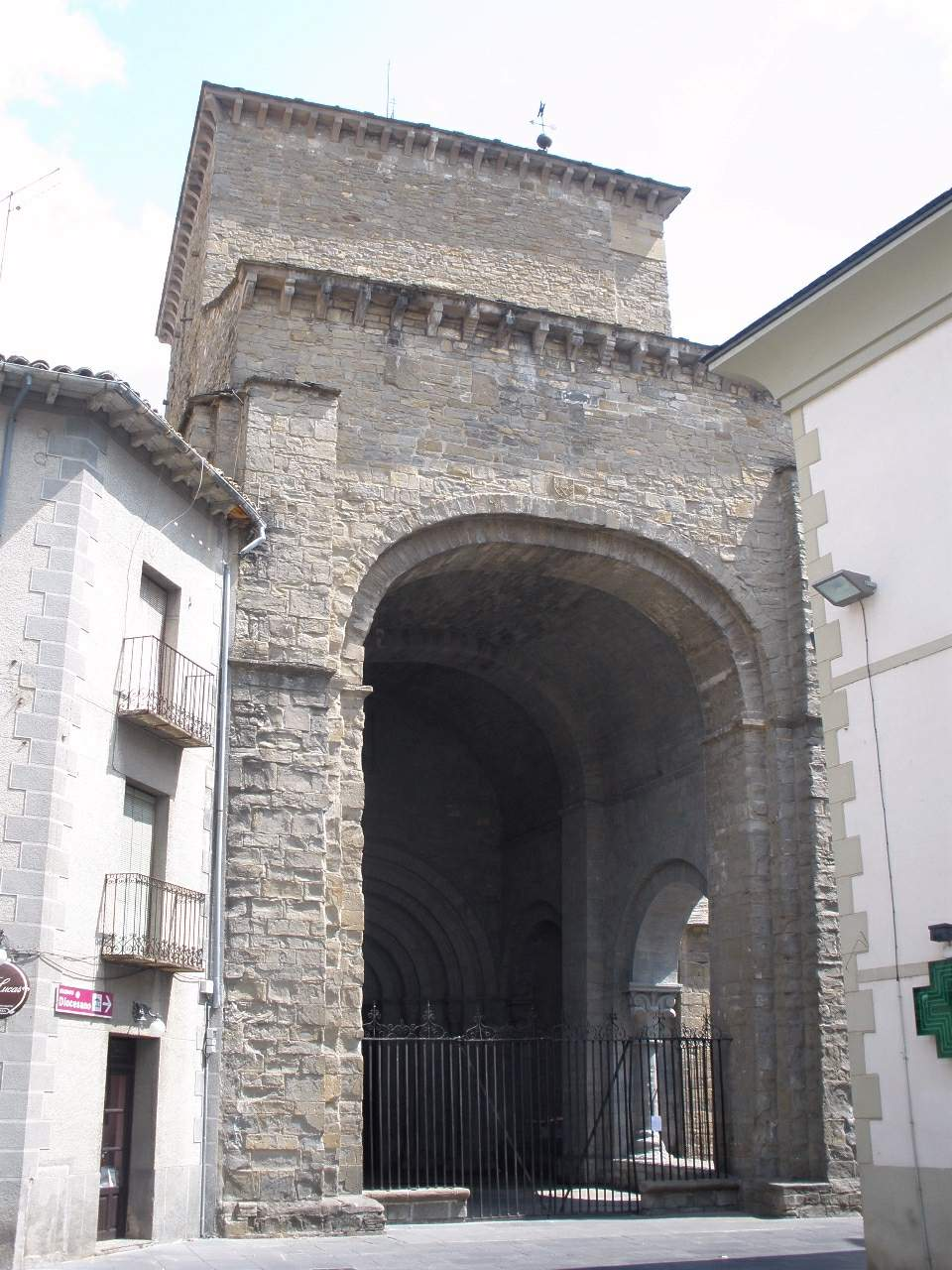
Westfassade

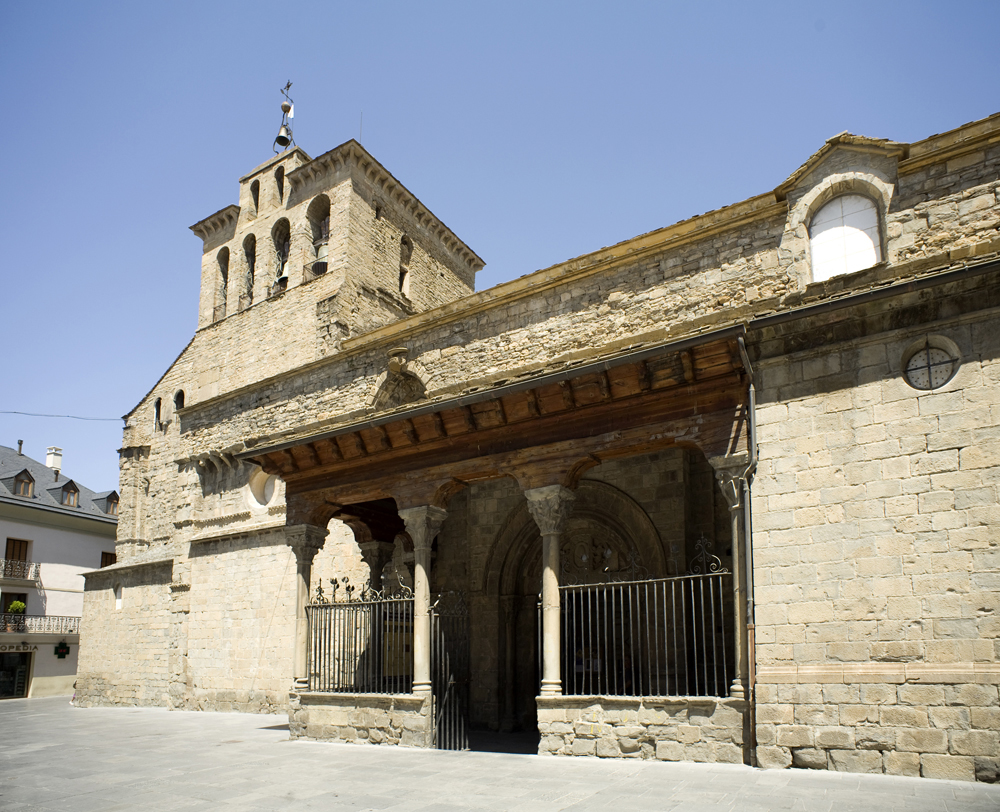
Glockenturm und südlicher Portikus

Die unter dem Patrozinium des Apostels Petrus stehende Kathedrale von Jaca ist die Kathedralkirche der Diözese Jaca in der gleichnamigen nordspanischen Stadt Jaca, in der Provinz Huesca in Aragonien. Sie ist die älteste romanische Kathedrale Spaniens.

## Geografische Lage
Die Kathedrale liegt eng eingebaut am westlichen Rand der Altstadt von Jaca. Die beiden äußeren Zugänge führen von der Plaza San Pedro – hier befand sich früher ein gleichnamiges Kloster – vom Westen und von der Plaza de la Catedral vom Süden in die Kirche.

## Geschichte
Jaca wurde im Jahr 1054 königliche Residenz und 1076/77 Bischofssitz. König Sancho I. von Aragón verfolgte eine religiöse und politische Annäherung an den Heiligen Stuhl. Damit grenzte er sich gegen seine in León herrschenden Vettern ab, die einen Herrschaftsanspruch über alle spanischen Reiche durchzusetzen trachteten. Damit verbunden war seinerseits die Hinwendung zu den gregorianischen Reformen und dem römischen Ritus an Stelle des hergebrachten mozarabischen Ritus. Am 22. März 1071 wurde in Anwesenheit des Königs die römische Liturgie in Aragón eingeführt. 
Im Gegenzug erhielt der König politische Unterstützung durch den Papst, wozu auch die Einrichtung und Verfügungsmacht über das Bistum Jaca gehörte. Nach einer nicht gesicherten Überlieferung sollen bereits 1063 Chor und Querschiff geweiht worden sein. Nach anderer Quelle soll der Baubeginn erst 1085 gewesen sein. Obwohl die Daten für den Bau im Einzelnen nicht genau fassbar sind, lassen sich zwei Phasen unterscheiden:
- Die erste wird auf die Jahre bis etwa 1094 datiert[6], was der Herrschaft von Sancho I. und der Amtszeit des Bischofs García Ramírez von Aragón entspricht, einem nahen Verwandten des Königs. Die Bauplastik dieser Phase repräsentiert zusammen mit San Martín in Frómista, der Burgkapelle Santa María im Castillo de Loarre und dem ersten Bauabschnitt der Kathedrale von Santiago de Compostela die ersten Schritte eigenständiger spanischer Romanik.[7]
- Die zweite Phase wird in die Zeit von 1104 bis 1130 gelegt, was der Herrschaft von Alfons I. und Esteban de Huesca als Bischof entspricht.[8]

Nach diesen intensiven Aufbauphasen der romanischen Kathedrale gab es anschließend noch einzelne Ergänzungen. Noch in der Romanik wurde nördlich ein Kapitelhaus angefügt. Kurz nach 1520 wurden die Seitenschiffe spätgotisch eingewölbt. Eine Einwölbung in romanischer Zeit war bereits vorgesehen. Unklar ist aber, ob sie auch ausgeführt wurde. 1598 wurden auch das Mittelschiff (neu?) eingewölbt und größere Fenster eingebrochen. Die Kapellen für den Heiligen Sebastian, den Heiligen Augustinus und die Heilige Anna erhielten in der Renaissance neue Decken. 1572 wurden – ebenfalls im Stil der Renaissance – zwei Kapellen zugefügt, für den Erzengel Michael und die Heilige Dreieinigkeit.
Im 17. Jahrhundert wurde ein neuer Hochaltar geschaffen und der Kreuzgang (claustro) in barocken Formen neu errichtet. Er liegt an der Nordseite der Kathedrale und ist heute Teil des Diözesanmuseums. Im 17. Jahrhundert wurde auch die Kapelle der Heiligen Orosia, der Stadtpatronin von Jaca, herausragendstes barockes Bauteil in der Kirche, eingefügt. Im Jahr 1791 wurde die romanische Apsis des Mittelschiffs durch eine neue ersetzt. Architekt war Manuel Bayeu, Schwager von Francisco de Goya, der den neuen Chor im Folgejahr auch ausmalte.

## Bauwerk
Die dreischiffige Kathedrale von Jaca ist eine der ältesten Kirchen romanischer Architektur in Spanien. Sie ist eine Basilika, die diesen Grundtypus trotz aller baulichen Veränderungen durch die Jahrhunderte beibehalten hat. Das Querhaus ragt dabei über die Seitenschiffe nicht hinaus. Über der Vierung befindet sich ein Vierungsturm.

### Äußeres

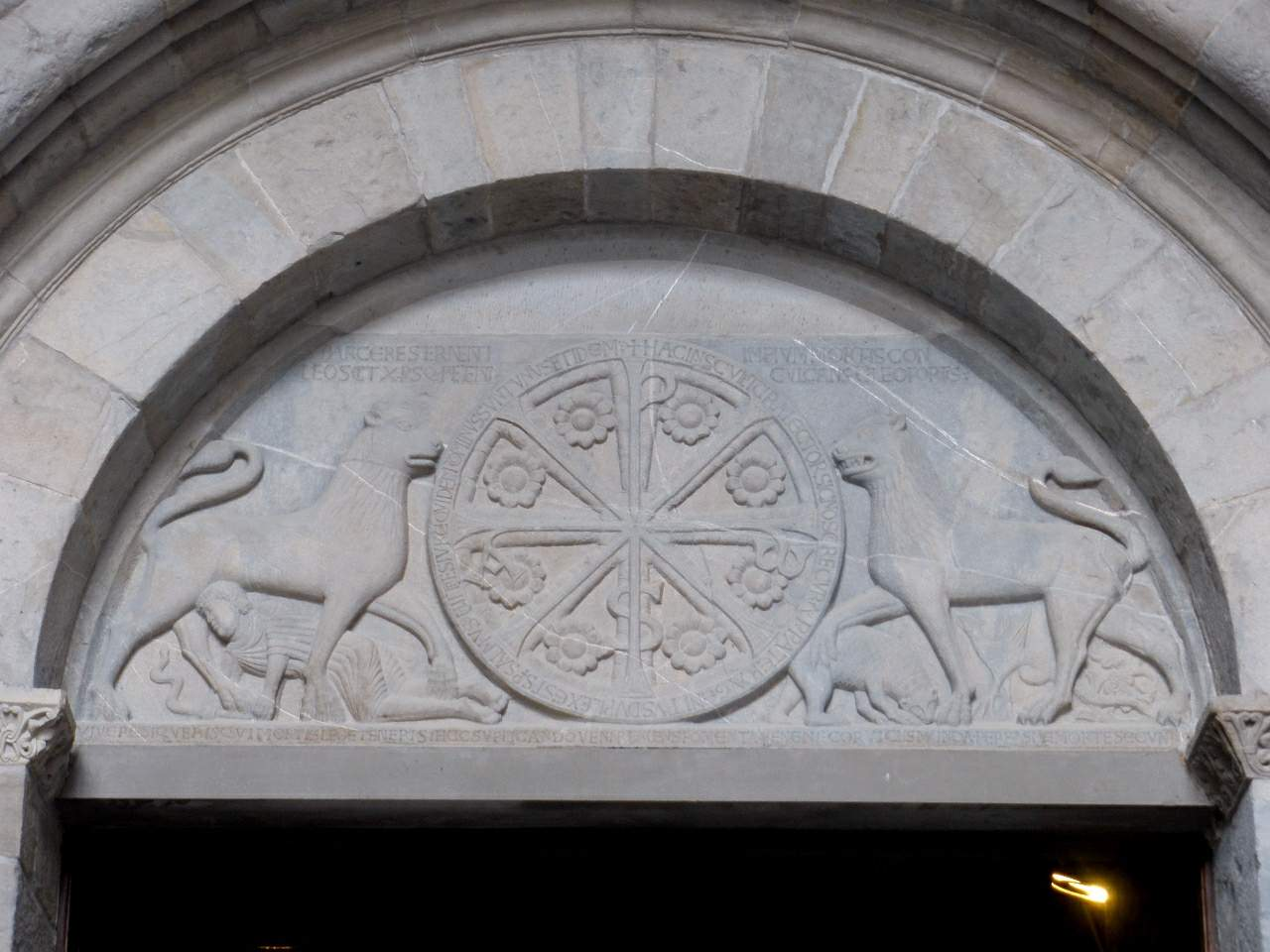
Tympanon des Westportals

Die beiden Zugänge im Westen und im Süden sind jeweils mit einem Portikus versehen. Der romanische Westportikus wird von zwei großen Gewölben gebildet, die das Mittelschiff nach außen um zwei Joche verlängern. Hier befindet sich ein Tympanon, das – außergewöhnlich – ein Christusmonogramm zeigt. Es könnte sich um das älteste erhaltene romanische Tympanon überhaupt handeln. Das Christusmonogramm steht zwischen zwei Löwen, was auch als Symbol der aragonischen Monarchie gedeutet wird. Nach anderer Deutung stellen die Löwen Christus dar, ein Bild aus der Apokalypse. Der (heraldisch) rechte Löwe steht mit geschlossenem Maul über einem Mann, der eine Schlange fängt. Der (heraldisch) linke Löwe zeigt dagegen seine Zähne und tritt auf einen Bären und einen Basilisken. Begleitend finden sich dazu drei Inschriften in Latein. Die Inschrift, die um das Chrismon läuft, lautet:

„HAC IN SCULPTURA LECTOR SIC NOSCERE CURA / P. PATER A. GENITUS DUPLEX EST SPIRITUS ALMUS / SUNT TRES IURE QUIDEM DOMINUS SUNT UNUS IN IDEM“

Die Inschrift zum (heraldisch) rechten Löwen lautet:

„PACERE STERNENTI / LEO SCIT / CHRISTUMQUE PETENTI“

Die Inschrift zum (heraldisch) linken Löwen lautet:

„IMPERIUM MORTIS / CONCULCANS ET LEO FORTIS“

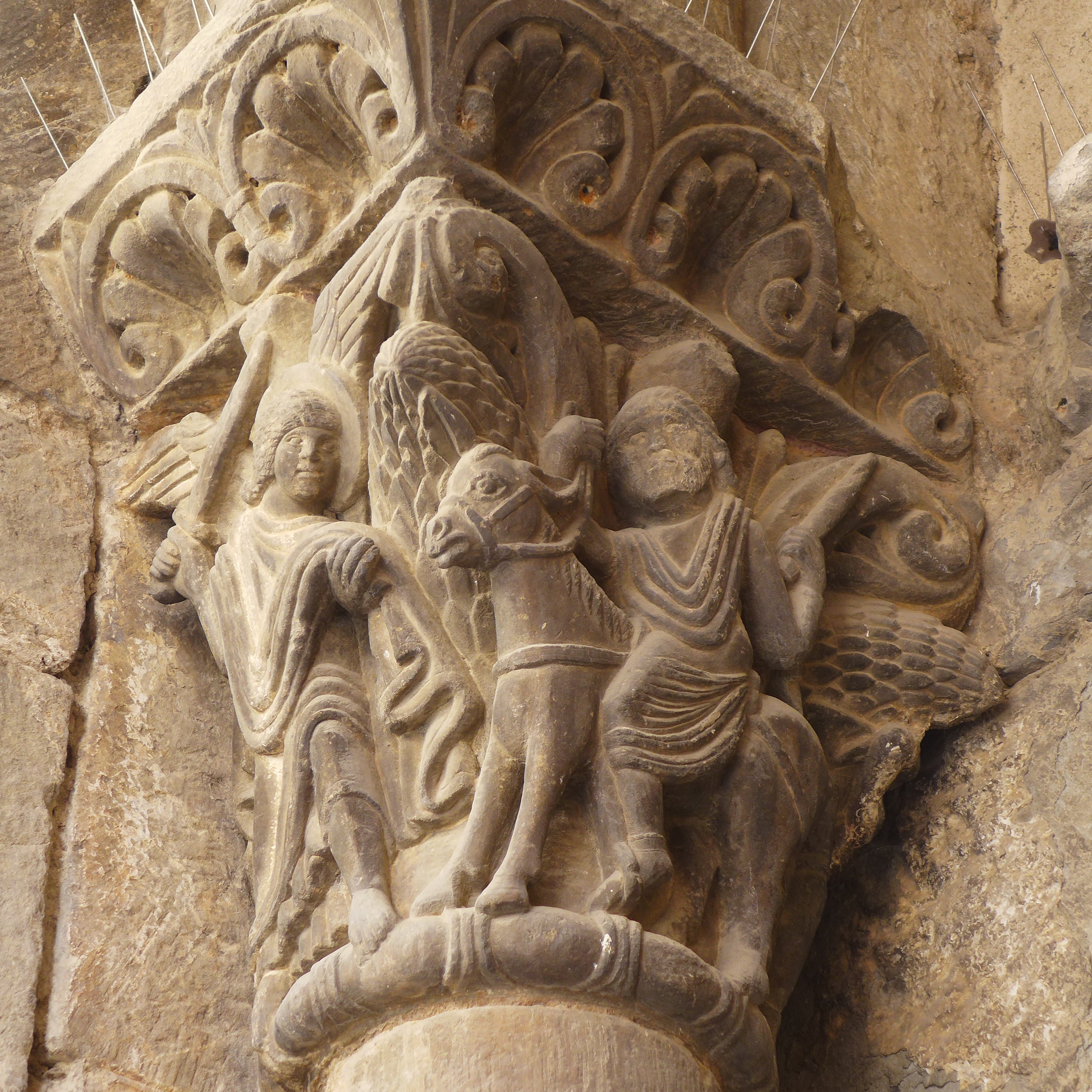
Bileam und die Eselin

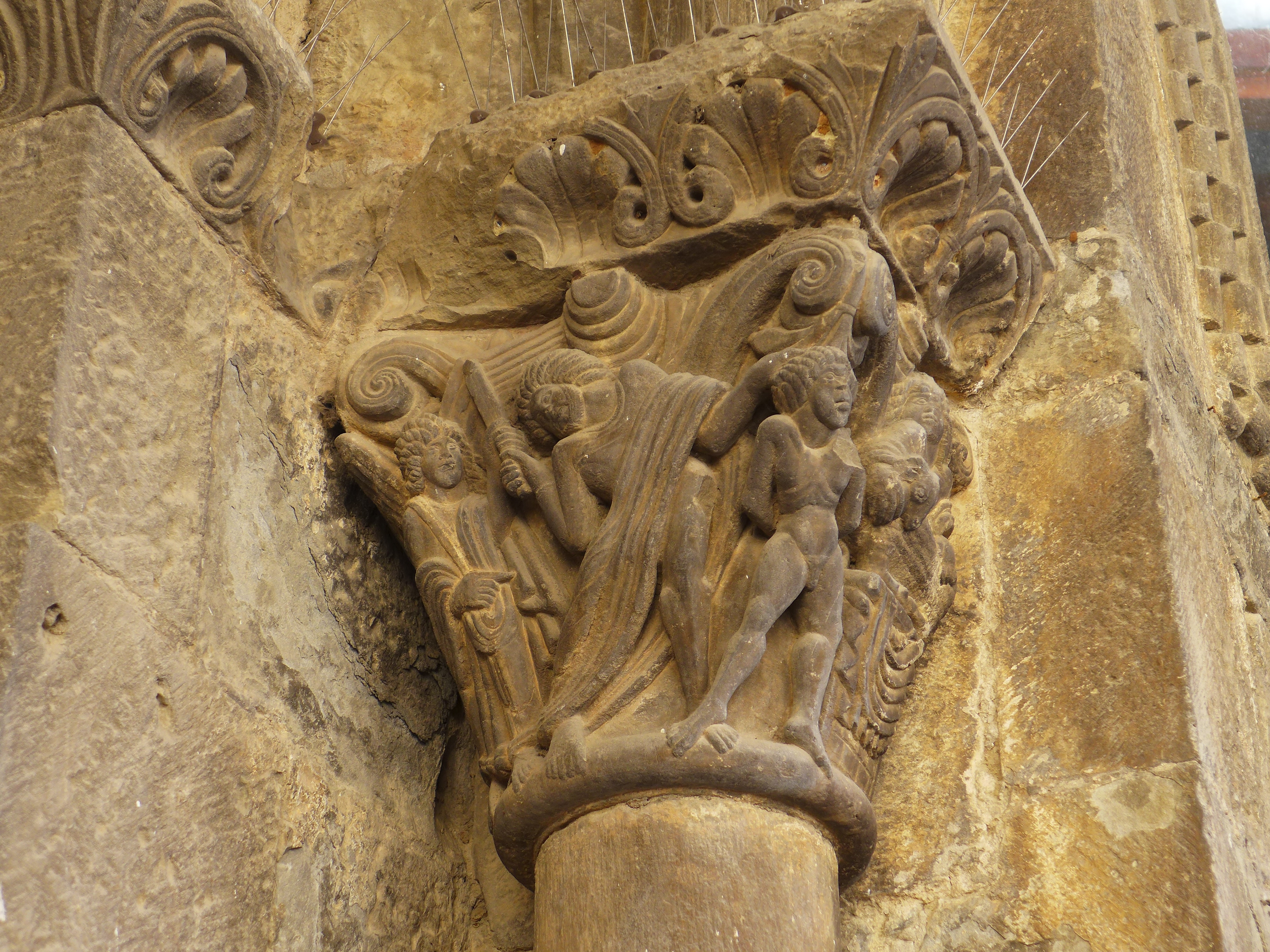
Abrahams Opfer

Der südliche Portikus stammt aus dem 16. Jahrhundert und schützt auch die romanischen Bildhauer-Arbeiten des Südportals. Hier finden sich auf den Kapitellen figürliche Darstellungen vom musizierenden König David und von Bileam und der Eselin oder die Szene wie Abraham Isaak opfern möchte.
Von den Apsiden des romanischen Chors sind nur die der Seitenschiffe erhalten. Ende des 17. Jahrhunderts wurde die romanische Apsis des Mittelschiffs durch eine neue ersetzt. Die Apsis des Nordschiffs ist nach dem Anbau eines Hauses äußerlich nicht mehr erkennbar. So zeigt nur die südliche Apsis noch die charakteristischen Elemente der romanischen Architektur des Jakobsweges.
Der Glockenturm stammt aus dem 16. Jahrhundert und überragt die westliche Vorhalle.

### Innen
Ein prägendes Element des Innenraums ist der Wechsel von Säulen und Bündelpfeilern, die Haupt- und Seitenschiffe trennen. Die Kirchenschiffe enden in den drei halbkreisförmigen Apsiden. Insgesamt weist die Kathedrale zwölf Kapellen auf.
Die Apsis des Mittelschiffs ist länger, aber eine bauliche Ergänzung des 18. Jahrhunderts, nachdem der mittelalterliche Vorgänger Feuchtigkeitsprobleme hatte. 1919 wurde die Orgel in den Chor verlegt.

### Ausstattung
Die zahlreich erhaltenen romanischen Kapitelle, Kragsteine und Metopen sind von mindestens zwei verschiedenen Künstlern oder Werkstätten gefertigt und zeigen überwiegend szenische Darstellungen. Wände und Sockel dagegen sind eher geometrisch dekoriert. Der Umgang mit nackten Figuren ist für die frühen Arbeiten stark antikisierend. Die Formen der Kragsteine sind eng mit der Bauskulptur in San Martín in Frómista verwandt. Die späteren, die einem Meister von Jaca zugeschrieben werden, haben das antikisierende Moment aufgegeben.
Das Retabel des Hauptaltars wurde von Juan de la Abadía am Ende des 15. Jahrhunderts gemalt.

### Denkmal
Die Kathedrale ist ein spanisches Kulturdenkmal (Bien de Interés Cultural). Sie wird im Denkmalverzeichnis unter der Nummer RI-51-0000627 geführt.

## Wissenswert

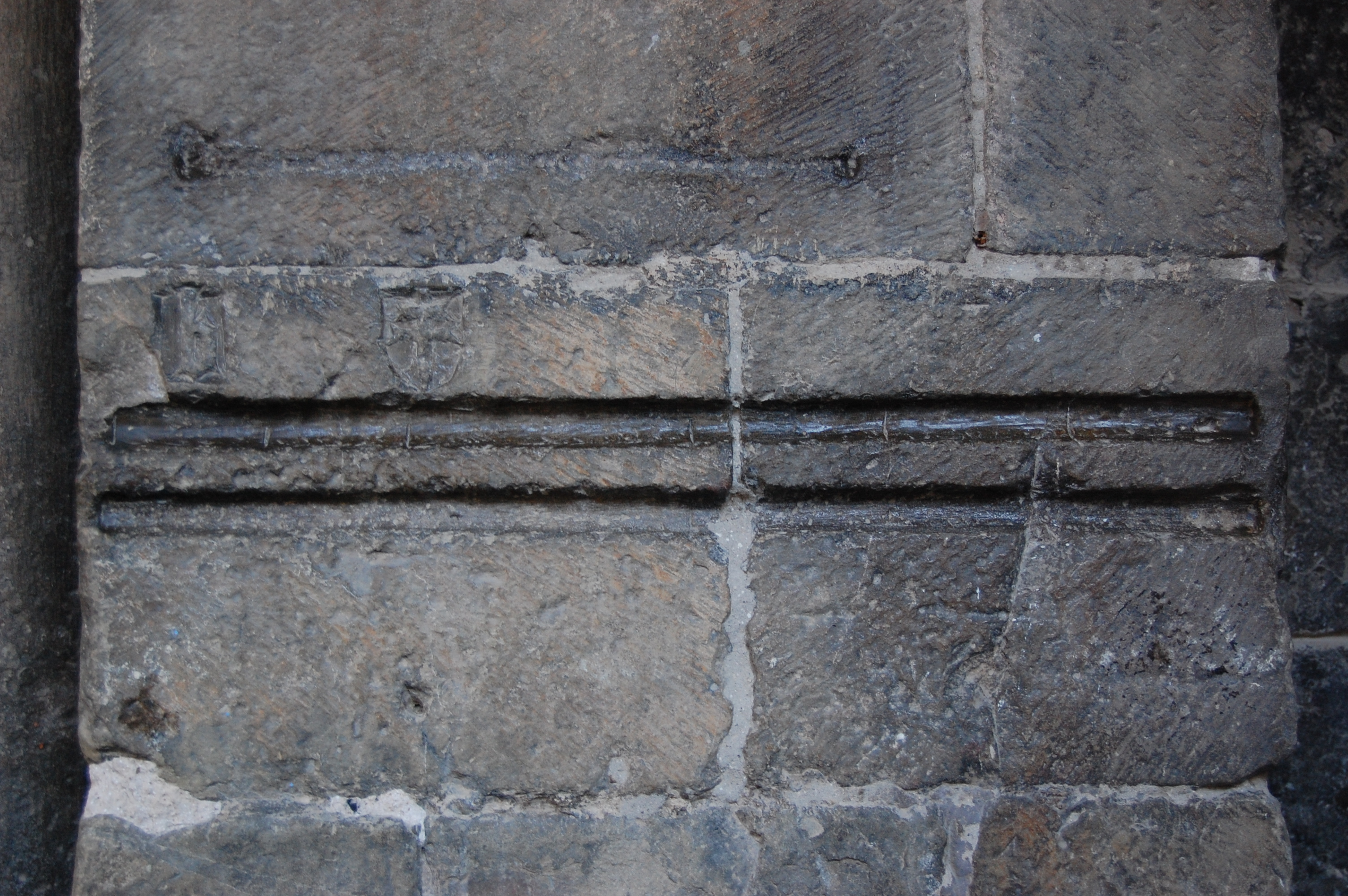
Vara Jaquesa

- Die Reliquien von Voto und Felix, Gründer des Klosters San Juan de la Peña, werden in der Kathedrale von Jaca verehrt.[23]
- An der Südtür der Kathedrale befindet sich der skulptierte Maßstab für ein Vara Jaquesa, ein mittelalterliches Längenmaß von 77,2 cm. Der Maßstab diente dem benachbarten Markt als Referenz, die Längeneinheit wurde aber in ganz Aragón verwendet.
- Ein Bucheinband mit geschnitztem Elfenbein-Kruzifix aus der Zeit vor 1085 gehörte ursprünglich zur Ausstattung der Kathedrale und befindet sich heute im Metropolitan Museum of Art in New York.[24]